# Singapore ai Giochi della XV Olimpiade
Singapore ha partecipato ai Giochi della XV Olimpiade, svoltisi ad Helsinki, dal 19 luglio al 3 agosto 1952,  
con una delegazione di 5 atleti, di cui 1 donna, impegnati in 3 discipline,
senza aggiudicarsi medaglie.